# Stichaeus
Stichaeus és un gènere de peixos de la família dels estiquèids i de l'ordre dels perciformes.

## Distribució geogràfica
Es troba al Pacífic nord-occidental (des del sud del mar d'Okhotsk -Hokkaido- i de les illes Kurils fins al mar del Japó -com ara, Honshu-, la badia de Pere el Gran, la península de Corea, el mar Groc i la costa pacífica del Japó fins a Tòquio), el Pacífic nord-oriental (el sud de la Colúmbia Britànica -el Canadà-) i l'Atlàntic nord (des de l'oceà Àrtic fins a l'oest de Groenlàndia i Maine -els Estats Units-).

## Taxonomia
- Stichaeus fuscus (Miki & Maruyama, 1986)[36]
- Stichaeus grigorjewi (Herzenstein, 1890)[37]
- Stichaeus nozawae (Jordan & Snyder, 1902)[38]
- Stichaeus ochriamkini (Taranetz, 1935)[39]
- Stichaeus punctatus (Fabricius, 1780)[40]
  - Stichaeus punctatus pulcherrimus (Taranetz, 1935)
  - Stichaeus punctatus punctatus (Fabricius, 1780)[41][42][43][44][45][46][47][48][49]